# 申費爾德峰

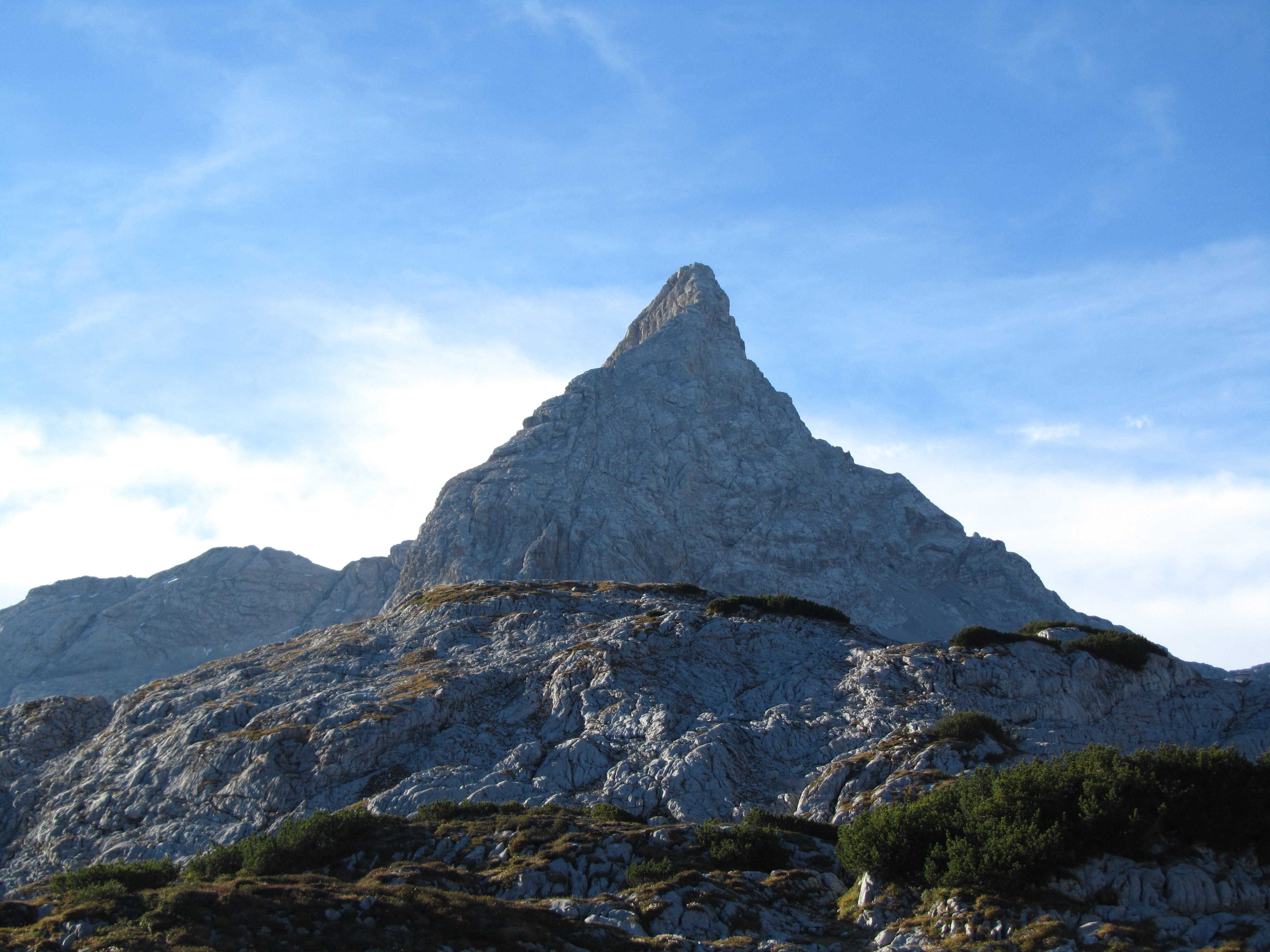

47°27′30″N 12°56′16″E / 47.45833°N 12.93778°E
申費爾德峰（德語：Schönfeldspitze），是奧地利的山峰，位於該國中部，由薩爾茨堡州負責管轄，屬於貝希特斯加登阿爾卑斯山脈的一部分，海拔高度2,653米，每年平均降雨量2,073毫米。